# Процесс над ведьмами в Северном Бервике
Процесс над ведьмами в Северном Бервике — один из известных и первый крупный ведовской процесс, проходивший в Шотландии в 1589—1591 годах. Суды над обвиняемыми проходили параллельно с процессом над ведьмами в Копенгагене.

## История

### Предыстория
В октябре 1589 года король Яков VI отправился в Копенгаген, чтобы сочетаться браком с Анной Датской. На обратном пути в Северном море они пережили сильный шторм, который мешал движению королевского корабля. Молодожёны были вынуждены остановиться в Осло, где проживали до весны 1590 года. В апреле 1590 года было решено вернуться в Шотландию, но обратный путь королевской четы был омрачён штормами. Летом 1590 года в Копенгагене начался процесс против предполагаемых ведьм, по результатам которого было казнено 12 женщин. Узнав об этом, король Яков VI принял решение создать собственный суд над ведьмами.

### Процесс
Молодая женщина Гейлис Данкан, работавшая служанкой в доме судебного чиновника Дэвида Ситона, была заподозрена в колдовстве и по приказу своего хозяина подверглась пыткам. Во время пыток она отрицала свою вину, но Ситон приказал её раздеть и осмотреть тело, на котором он увидел «метку дьявола» (родинку) около её шеи. Данкан призналась в колдовстве, после чего она была отправлена в тюрьму Олд Толбут, где находилась в течение года.
Находясь в тюрьме, она дала показания, на основании которых были арестованы по разным данным около или более 100 человек разных профессий и положения в обществе. Под пытками многие из них признавались в колдовстве и наведении порчи, а акушерка Агнес Сэмпсон призналась под пытками, что вызывала шторм в Северном море, который мешал движению королевского корабля. По итогам судебного приговора, некоторые из подсудимых, включая Сэмпсон, Джона Фиана, Юфам МакКалзин и Данкан были казнены через сожжение на костре. При этом сообщалось, что Фиан и Сэмпсон были задушены перед казнью, а затем сжигались уже их мёртвые тела. Судьба многих остальных обвиняемых неизвестна.

### Последствия
В последующее столетие на территории Шотландии также проходили ведовские процессы, на которых по разным данным было казнено до 4000 человек.

## Признание
В марте 2022 года министр Шотландии Никола Стерджен принесла извинения за преследование предполагаемых ведьм в 1589—1707 годы, что стало первым извинением шотландских политиков в истории.